# Harka
Harka (niem. Harkau) – wieś i gmina w północno-zachodniej części Węgier, w pobliżu miasta Sopron. Gmina liczy 1801 mieszkańców (styczeń 2011) i zajmuje obszar 11 km².

## Położenie
Miejscowość leży na obszarze Małej Niziny Węgierskiej, w pobliżu granicy austriackiej. Administracyjnie należy do powiatu Sopron-Fertőd, wchodzącego w skład komitatu Győr-Moson-Sopron.

## Zabytki
We wsi znajdują się 2 kościoły: rzymskokatolicki i ewangelicki.